# وارن تشرتش
وارن تشرتش هو نحال وسياسي أمريكي، ولد في 19 أكتوبر 1929، وتوفي في 2 سبتمبر 2017 في مقاطعة مونتيري في الولايات المتحدة. نشط حزبياً في الحزب الديمقراطي.